# Rosely Roth
Rosely Roth (São Paulo, Brasil, 21 de agosto de 1959 — São Paulo, Brasil, 28 de agosto de 1990) es considerada una de las pioneras de la historia del Movimiento homosexual brasileño. 
Era hija de padres judíos y estudió tanto en escuelas judías como no judías. Se graduó en Filosofía (1981) por la Pontificia Universidad Católica de São Paulo; y posteriormente en Antropología (1985-1986) por la misma Casa de Altos Estudios, cuando profundizó sus estudios en las problemáticas de vivencias lésbicas y de sexualidad. Su defensa de tesis fue: Vivências Lésbicas - Investigação acerca das vivências e dos estilos de vida das mulheres lésbicas a partir da análise dos bares freqüentados predominante por elas e Mulheres e Sexualidades.
Rosely Roth se inició participando directamente en los movimientos femeninos, a principios de 1981, frecuentando el Grupo Lésbico Feminista (1979-1990) y el de SOS Mulher (1980-1993). También en 1981, Rosely Roth y Miriam Martinho (de la Rede de Informação Um Outro Olhar (Red de Información Otra mirada)), otra pionera del "Movimiento Homosexual Brasileño", fundaron el Grupo de Acción Lésbica-Feminista o GALF (1981-1990) en São Paulo (Brasil).
Rosely Roth participó en varias organizaciones y actividades relacionadas con las reivindicaciones de los derechos sexuales de la mujer lésbica; y de todas las comunidades LGBT prácticamente durante toda su vida adulta. Por ejemplo, participó en la primera manifestación lésbica contra los preconceptos discriminatorios, en Brasil, durante 1983; y lideró una protesta conocida como O caso Ferro's Bar. 
Tuvo permanentes actuaciones humanistas en eventos y en protestas consideradas como históricas; y de una gran visibilidad en los medios de comunicación brasileños (televisión, diarios, etc.). Sus contribuciones se consideraron muy distintivas para la comunidad gay y para los investigadores académicos de los estudios LGBT, constituyendo un período de formación de la conciencia social de ese segmento, en Brasil. 
En la fase final de su vida sufrió profundas crisis emocionales que la llevaron al suicidio. 

## Honores
En celebración de su impronta vital, y en homenaje a su destacado activismo, a partir de 2003 se celebra el 19 de agosto como Día Nacional del Orgullo Lésbico en el Brasil.